# Skeatia rothneyi
Skeatia rothneyi är en stekelart som beskrevs av Jonathan och Gupta 1973. Skeatia rothneyi ingår i släktet Skeatia och familjen brokparasitsteklar. Inga underarter finns listade i Catalogue of Life.